# Exodus (schip, 1928)
De Exodus of Exodus 1947 was een schip dat dienstdeed in de Aliyah Bet, de illegale immigratie van Joden naar het Mandaatgebied Palestina. De Britse bestuurders van Palestina wezen de immigranten als illegalen uit en stuurden hen naar Duitsland.

## Het schip
De Exodus heette oorspronkelijk President Warfield en was een schip van 1800 ton BRT. De President Warfield werd in 1928 door Pussey and Jones Corp. in Wilmington, Delaware gebouwd voor de pakketdienst Baltimore Steam Packet Co.. Het voer tot 1940 langs de Amerikaanse oostkust. In 1942 werd het schip omgebouwd tot troepentransportschip met vier dekken en werd als USS President Warfield (IX-169) ingezet. Na de Tweede Wereldoorlog werd het schip buiten dienst gesteld.
Op 9 november 1946 werd het schip voor 60.000 US-dollar aan de Potomac Shipwrecking Co. in Washington D.C. verkocht. Dit bedrijf trad op als agent voor de Mossad Le'Aliyah Bet, een onderdeel van de Hagana. De Mossad Le'Aliyah Bet bracht het schip onder Hondurese vlag. De reden voor aanschaf van het schip was de geringe diepgang van 2,5 meter, waardoor het schip ook ingezet kon worden om buiten een haven te landen op een strand (en daarmee illegale immigratie mogelijk te maken).
Op 26 augustus 1952 brandde het schip uit en werd bij het Shemen Beach in Haifa voor anker gelegd. In 1963 werd het schip door een Italiaanse firma gesloopt.

## Voorgeschiedenis
Veel Europese Joden die de Holocaust hadden overleefd wilden emigreren naar Palestina. Onder hen waren vele ontheemden in Duitsland die niet meer terug konden of wilden naar hun vroegere woonplaats. De immigratie in Palestina was door de Britten aan banden gelegd vanwege de grote spanningen in dat gebied tussen Joden en Arabieren. Deze laatsten hadden grote problemen met de toevloed van immigranten. Vele eerdere illegale immigranten waren door de Britten al in interneringskampen in Brits Cyprus ondergebracht. Naarmate de tijd vorderde begonnen steeds meer joodse ontheemden te wanhopen of Palestina wel haalbaar zou blijken en begonnen te denken aan de Verenigde Staten of Europa als doel. Het Joods Agentschap en David Ben Goerion wilden deze trend keren. Zij wilden zoveel mogelijk Joden naar de toekomstige joodse staat brengen. Daarom werd de Mossad Le'Aliyah Bet ingezet, die negen schepen wist aan te schaffen voor dit doel. Duizenden joodse ontheemden werden door de Mossad Le'Aliyah Bet naar havens aan de Middellandse Zee gebracht om naar Palestina te worden verscheept.

## De reis naar Palestina
Op 11 juli 1947 begon de President Warfield met 4515 passagiers onder operatieleider Yossi Harel van de Hagana en kapitein Ike Aronowicz van de Palmach (een gewapende vleugel van de Hagana) aan de overtocht vanuit de Franse Middellandse Zeehaven Sète. De tocht werd georganiseerd door Noah Klieger , een liaisonofficier van de Mossad Le'Aliyah Bet. De bemanning van het schip bestond voornamelijk uit jonge Amerikaanse Joden die zich hiervoor vrijwillig hadden opgegeven. Op 17 juli 1947 werd het schip door de passagiers voorzien van de naam Exodus 1947, naar analogie van het Bijbelboek Exodus. Het schip werd vanaf het begin gevolgd door de Britse geheime dienst en twee oorlogsschepen.
Op 18 juli werd het schip door de Britse marine in internationale wateren voor Haifa opgebracht. Bij de vier uur durende gevechten aan boord met de Britten kwamen drie bemanningsleden om het leven en raakten velen gewond. De gevechten werden door de boordradio naar een radiostation in Palestina doorgestuurd en live uitgezonden. De volgende dag kwam het schip de zwaar bewaakte haven van Haifa binnen en werd opgewacht door een mensenmenigte van duizenden personen.

## De reis terug
De Britten wilden met de Exodus een voorbeeld stellen om de illegale immigratie een halt toe te roepen. In Haifa werden de passagiers op drie gevangenisschepen (Ocean Vigour, Runnymede Park en Empire Rival) overgezet en teruggestuurd naar Frankrijk, waar zij op 29 juli aankwamen.
Hoewel de situatie aan boord onhoudbaar was weigerden de meeste passagiers drie weken lang van boord te gaan. Slechts 75 uitgeputte passagiers namen het asielaanbod van de Franse regering aan. Op 22 augustus vertrokken de schepen uit Frankrijk naar Gibraltar, waar vijf dagen gestopt werd. Vervolgens werd op 30 augustus begonnen aan de reis naar Hamburg in de Britse bezettingszone in Duitsland, waar het schip op 8 september aankwam. Onder het oog van de internationale pers werden de passagiers met geweld van boord gehaald en geïnterneerd in twee kampen bij Lübeck, Poppendorf en Am Stau. Toen de winter naderde waren de onverwarmde kampen onleefbaar geworden, en de Joden werden overgebracht naar de kampen van Emden en Sengwarden in Duitsland. De behandeling van de emigranten riep grote internationale verontwaardiging op. Op 6 oktober 1947 werden de emigranten in Duitsland vrijgelaten.

## Roman en film
In zijn roman Exodus (1958) beschreef Leon Uris de gebeurtenissen rond de Aliyah Bet en de onafhankelijkheidsstrijd van Israël zoals hij die zag. De titel van het boek is naar het schip vernoemd. Het boek stond lang op de bestsellerlijst in de Verenigde Staten en had een grote invloed op de publieke opinie met betrekking tot de staat Israël. In 1960 is het boek verfilmd met Paul Newman in de hoofdrol als operatieleider. Over de film ontstond onenigheid tussen Uris en de filmmaker. Deze had namelijk het script ten opzichte van het boek aangepast onder andere omdat hij vond dat Uris in het boek erg negatief over Arabieren als mensen schreef.